# Leonor de Guzmán
Leonor de Guzmán născută Leonor Núñez de Guzmán Ponce de León (1310–1351) a fost o nobilă castliană și mama regelui Henric al II-lea al Castiliei. Femeie frumoasă și inteligentă a fost metresa regelui Alfonso al XI-lea al Castiliei cu care a avut zece copii.

## Biografie
Leonor a fost fiica nobilului Pedro Núñez de Guzmán și a soției acestuia, Beatriz Ponce de León, o strănepoată a regelui Alfonso al IX-lea al Leonului. Părinții ei au măritat-o pe Leonor la vârsta de 18 ani cu Juan de Velasco, care face parte din nobilimea castiliană și cu care a avut o viață fericită deși era mult mai în vârstă decât ea (62 de ani). După aproape trei ani, soțul ei a decedat și văduva Leonor s-a retras la bunica ei, la Sevilla. 
La Sevilla îl întâlnește pe regele Alfonso al XI-lea al Castiliei, care a fost foarte impresionat de frumusețea ei și căruia i-a inspirat o pasiune violentă până la moartea sa. Regele a preferat-o pe Leonor soției sale, Maria a Portugaliei, fiica regelui Afonso al IV-lea al Portugaliei și a reginei Beatrice de Castilia, cu care s-a căsătorit în 1328.

### Metresă regală
Alfonso al XI-lea a întâlnit-o pe Leonor în acsa lui Enrique Enriquez, soțul surorii Leonorei. Alfonso își abandonează soția și fiul legitim pentru a se dedica în întregime familiei sale nelegitime, pe care a înzestrat-o cu moșii și pe care a ridicat-o la un statut similar cu cel al reginei. Acest lucru a provocat nemulțumiri în rândul multor nobili și în special, a reginei legitime și a fiului ei, prințul Petru.

Umilita regină a cerut soțului ei să înceteze cu afișarea publică a preferinței pentru metresa sa. Regele a ignorat cererea soției și a dăruit Leonorei în plus Huelva, Tordesillas și Medina-Sidonia. De asemenea, el a hotărât ca Leonor să participe la chestiunile politice. Curtea era tulburată de comportamentul regelui și ca urmare, Papa a intervenit forțând Portugalia să invadeze Castilia.
Regele a murit la 27 martie 1350 și a fost succedat de fiul său Petru iar soția sa Maria a servit ca regetă în timpul minoratului fiului lor. Maria nu a uitat umilințele suferite din cauza iubirii soțului ei pentru metresa sa. Însetată de răzbunare, Maria a închis-o pe Leonor, iar mai târziu a ordonat executarea rivalei sale în 1351, în castelul arab Abderrahman III din Talavera de la Reina. Decesul Leonorei a exacerbat ruptura în cadrul familiei regale. Fiul Leonorei, Henric, și fiul Mariei, Petru, au continuat să  se lupte unul cu altul pentru controlul Castiliei. În cele din urmă Henric a câștigat și a fost încoronat rege al Castiliei.

### Copii
- Pedro Alfonso, senior de Aguilar de Campoo (1330–1338)
- Juana Alfonso (n. 1330)
- Sancho Alfonso, senior de Ledesma (1331–1343)
- Henric al II-lea al Castiliei (1334–1379)
- Fadrique Alfonso, senior de Haro (1334–1358)
- Fernando Alfonso, senior de Ledesma
- Tello Alfonso, senior de Aguilar de Campoo (1337–1370)
- Juan Alfonso, senior de Badajoz (1341–1359)
- Sancho Alfonso, conte de Alburquerque (1342–1374)
- Pedro Alfonso (1345–1359)

Trei dintre fiii Leonorei: Henric al II-lea, Fadrique Alfonso și Sancho Alfonso, au fost strămoșii regelui Ferdinand al II-lea de Aragon. În plus, Isabela I a Castiliei, soția lui Ferdinand al II-lea de Aragon, a fost descendentă atât din Leonor cât și din Maria astfel: nepotul lui Henric al II-lea, Henric al III-lea, s-a căsătorit cu nepoata lui Petru al Castilei, Caterina de Lancaster; fiul lor, Ioan al II-lea al Castiliei a fost tatăl Isabelei I a Castiliei.